# Helicopsyche lapidaria
Helicopsyche lapidaria là một loài Trichoptera trong họ Helicopsychidae. Chúng phân bố ở miền Australasia.